# Исидро-Касанова
Исидро-Касанова (исп. Isidro Casanova) — город в Аргентине в провинции Буэнос-Айрес в муниципалитете Ла-Матанса.

## История
Населённый пункт был основан в 1911 году. Своё название он получил по имени владельца текстильной фабрики, находившейся напротив железнодорожной станции.
В XX веке здесь было построено большое число промышленных предприятий, и в 1974 году населённый пункт получил статус города.